# Inta Brikše
Inta Brikše (ur. 26 sierpnia 1956 w Auce, zm. 1 listopada 2014 w Rydze) – łotewska pedagog, profesor na Wydziale Nauk Społecznych Uniwersytetu Łotwy.

## Życiorys
W latach 1992–1993 była profesorem nadzwyczajnym na Wydziale Dziennikarstwa Uniwersytetu Łotwy (pracowała tam od 1981). Potem została kierownikiem Wydziału Komunikacji i Dziennikarstwa tej uczelni. Od 2000 była na stanowisku profesora teorii komunikacji Uniwersytetu Łotwy, a od 2000 do 2009 dziekanem Wydziału Nauk Społecznych tej uczelni. Ponownie wybrano ją na dziekana tego wydziału w kwietniu 2013. Jesienią 2014 rozpoczęła kierowanie rządową grupą roboczą ds. wytycznych polityki medialnej, ale działalność tę przerwała jej choroba i śmierć. Była szefem Krajowego Programu Badań Tożsamości Narodowej.
W latach 2000–2003 była członkiem rady nadzorczej spółki JSC Preses nams, a następnie członkiem zarządu w spółce SIA Mediju nams i członkiem rady ekspertów tej spółki.

## Odznaczenia
16 listopada 2007 została odznaczona łotewskim Krzyżem Uznania za miłość do ojczyzny i wybitne zasługi w pracy państwowej, społecznej, kulturalnej, naukowej oraz edukacyjnej.